# Mabululu
Mabululu, właśc. Agostinho Cristóvão Paciência (ur. 1 czerwca 1992 w Luandzie) – angolski piłkarz grający na pozycji napastnika w klubie Al-Ittihad Aleksandria oraz reprezentacji Angoli.

## Kariera
Większość swojej kariery spędził w Angoli, grając dla wielu klubów z Luandy, takich jak: Atlético Petróleos de Luanda, GD Interclube czy Primeiro de Agosto. W 2021 roku przeniósł się do egipskiego Al-Ittihad Aleksandria.
W reprezentacji Angoli zadebiutował 26 marca 2013 w meczu z Eswatini. Pierwszą bramkę w kadrze zdobył 14 lipca 2013 w starciu z Lesotho. Został powołany na Puchar Narodów Afryki 2019 oraz 2023. Na tym drugim turnieju dotarł z drużyną do ćwierćfinału, strzelając 3 gole.